# 叠叶楼梯草
叠叶楼梯草（学名：Elatostema salvinioides）是荨麻科楼梯草属的植物，为中国的特有植物。分布于泰国以及中国大陆的云南等地，生长于海拔720米至1,600米的地区，常生于山谷林中石上，目前尚未由人工引种栽培。

## 异名
- Elatostema salvinioides W. T. Wang var. angustius W. T. Wang
- Elatostema salvinioides W. T. Wang var. robustum W. T. Wang